# Luyang, Hefei
Districtul Luyang (în chineză simplificată: 庐阳区; chineză tradițională: 廬陽區; pinyin: Lúyáng Qū) este unul dintre cele patru districte urbane⁠(d) ale orașului la nivel de prefectură Hefei⁠(d), capitala provinciei Anhui, China de Est. Acesta constituie partea principală a vechiului oraș Hefei. Are o suprafață totală de 139,32 km² și o populație de 609.239 de locuitori.

## Diviziuni administrative
Districtul Luyang este împărțit în 9 subdistricte, 1 oraș și un municipiu.
Subdistricte
| - Subdistrictul Bozhoulu (亳州路街道) - Subdistrictul Shuanggang (双岗街道) - Subdistrictul Xinglin (杏林街道) | - Subdistrictul Haitang (海棠街道) - Subdistrictul Xinghuacun (杏花村街道) - Subdistrictul Xiaoyaojin (逍遥津街道) | - Subdistrictul Sanxiaokou (三孝口街道) - Subdistrictul Silihe (四里河街道) - Subdistrictul Lindian (林店街道) |

Orașe
- Dayang (大杨镇)

Municipii
- Municipiul Sanshigang (三十岗乡)